# Movimiento de la Palabra de Dios
El Movimiento de la Palabra de Dios, también llamado Obra de Dios Padre, es un movimiento eclesial perteneciente a la Iglesia católica. Practica la evangelización y el ecumenismo. Tiene sus orígenes en 1974, a través de los «grupos juveniles de oración».

Sus Comunidades se hallan actualmente presentes en Argentina, Uruguay, Paraguay, Perú, Ecuador, Estados Unidos y España.
El Movimiento de la Palabra de Dios, un nombre con sentido teológico más que sociológico, es llamado también Obra de Dios Padre, y se representa a sí mismo por el bautismo de Jesús: el llamado a anunciar el Evangelio con la unción del Espíritu Santo.
Es una comunidad católica organizada desde el carisma pastoral del Evangelio y consagrada a evangelizar el desierto del mundo y a desarrollar la Civilización del Amor sobre la Tierra.
Es un movimiento eclesial de renovación evangélica y de evangelización, con diversos tipos de miembros, compromisos y servicios. Busca participar, desde la Iglesia Católica, del ecumenismo del amor con todos los hombres de buena voluntad, colaborando con todo lo verdadero, noble y justo; procurando así la unión de los hombres, pueblos y naciones por encima de sus diferencias para que todos, sin distinción, por medio de Cristo tengamos acceso al Padre en el Espíritu de su Amor.

## Historia y orígenes

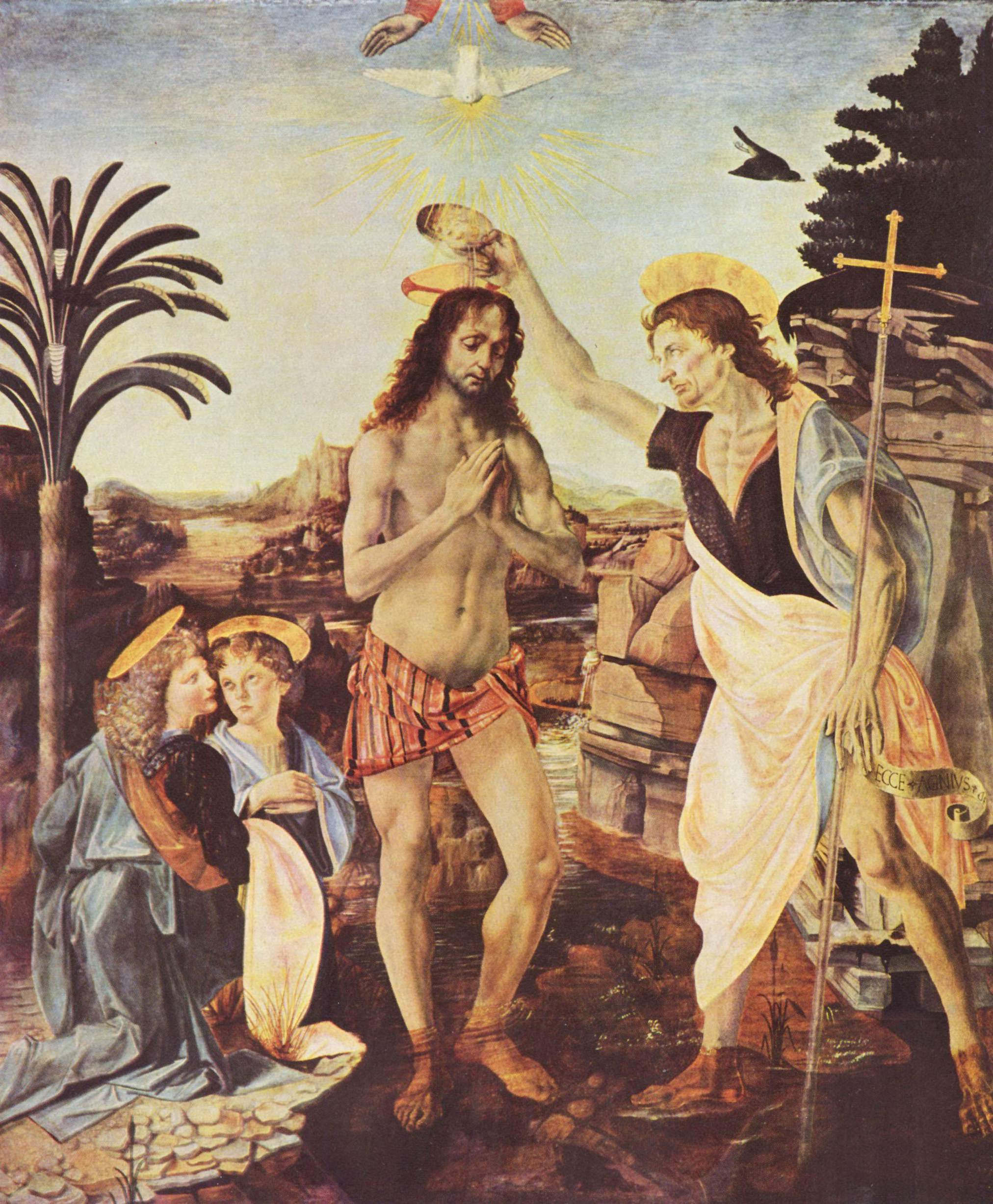
El Bautismo de Jesús es el símbolo de El Movimiento de la Palabra de Dios.

El Movimiento de la Palabra de Dios reconoce en su historia tres momentos iniciales: la gestación (septiembre a diciembre de 1973), el nacimiento en el retiro de Pascua (abril de 1974), y la conciencia de su identidad actual (enero a abril de 1976).
A principios de septiembre de 1973, en un retiro de alumnas de quinto año de un colegio del barrio de Flores (Buenos Aires, Argentina), el Padre Ricardo, fundador del Movimiento, anunció la realidad del Dios vivo del Evangelio y propuso una muy sencilla experiencia de oración grupal espontánea. Una semana más tarde, cinco chicas de ese curso se reunieron en su colegio para repetir aquel hecho y cuidar así los frutos del retiro.
La experiencia del grupo se desarrolló hasta fin de año en un proceso creciente en número y ahondamiento de esa oración y en la coherencia de su vida cristiana. Simultáneamente se dio una experiencia similar a partir de un retiro de cuarto año de un colegio del barrio de Belgrano (Buenos Aires, Argentina).
A partir de esa experiencia se toma conciencia de la reunión grupal como un proceso de gracia y oración, de comunidad y servicio. Providencialmente se había originado un grupo de oración cuya experiencia serviría de raíz para otra serie de grupos surgidos al año siguiente.
La realización de un retiro espiritual para la celebración de la Fiesta de la Pascua de 1974, al cual concurrieron casi 80 jóvenes, dio nacimiento a cuatro centros de grupos juveniles de oración, radicados en la Capital Federal y Gran Buenos Aires.
Ese retiro fundacional (Pascua I), les descubrió la experiencia de la oración grupal espontánea y el gusto por la alabanza a Dios, dejando su sello de libertad interior, conversión y gozo evangélico. La inquietud de continuar esa experiencia dio lugar a la formación de los "grupos juveniles de oración". El encuentro con el Dios vivo y verdadero hecho camino de oración grupal abrió a los jóvenes a la novedad de la fraternidad comunitaria y a la misión evangelizadora.
Así, sin que fuera la intención inicial, los "grupos juveniles de oración" eran preparados para recibir la gracia de un Movimiento evangelizador en la Iglesia, en momentos ambientalmente difíciles para la Iglesia y oscuros para la Argentina.
Ese año 1974 los grupos profundizan su proceso oracional, de fraternidad y de evangelización testimonial. Se establecen tres jornadas de formación anual: Pentecostés, Asunción de María, y Navidad, que se conservan hasta el día de hoy. En el transcurso del año, algunos jóvenes orantes reciben espontáneamente la experiencia carismática. Y por la observación y el discernimiento del entonces equipo asesor, se determinan las principales etapas en el proceso de la oración comunitaria de un grupo.
En 1975 se comenzó a gestar el Centro Pastoral de Córdoba. Los grupos fueron creciendo en número, asentando su propio proceso y se gestó lo que hoy es la Escuela Pastoral para los coordinadores de los grupos.